# Agência Nacional de Segurança Salvadorenha
Agência Nacional de Segurança Salvadorenha (em castelhano:  Agencia Nacional de Seguridad Salvadoreña, abreviado como ANSESAL) foi a agência de inteligência nacional de El Salvador durante o regime militar e a guerra civil. A organização era conhecida por usar paramilitares e esquadrões da morte para realizar suas atividades. 

## História
A Agência de Segurança Nacional de El Salvador foi criada pelo presidente Julio Adalberto Rivera em 1965 e foi originalmente chamada de Serviço Nacional de Inteligência (SNI).  Seu propósito original era supervisionar as operações da Organização Democrática Nacionalista, um grupo de paramilitares e esquadrões da morte usados para combater a oposição política e militante ao governo.  A organização mantinha arquivos detalhados de informações de milhares de salvadorenhos, com alguns dos arquivos sendo criados pela CIA dos Estados Unidos. A organização era chefiada pelo general José Alberto Medrano e posteriormente pelo coronel Roberto Eulaio Santivanez.  Foi dissolvida em 1992 com a assinatura dos Acordos de Paz de Chapultepec. 